# Manifestacions per l'amnistia del febrer de 1976
Les manifestacions per l'amnistia del febrer de 1976 van ser dues marxes que van tenir lloc el dia 1 i 8 de febrer de 1976 a Barcelona. La primera exigia l'amnistia per als sis-cents presos polítics que restaven a les presons espanyoles, i la segona, encoratjats per la resposta ciutadana de la primera, duia com a lema "Llibertat, amnistia i Estatut d'Autonomia".
Ambdues manifestacions foren les primeres grans manifestacions després de la mort del dictador espanyol Francisco Franco, ambdues foren prohibides pel Govern Civil.

## Manifestació de l'1 de febrer
La manifestació de l'1 de febrer de 1976 va ser impulsada per l'Assemblea de Catalunya, encara que oficialment era convocada per la Federació d'Associacions de Veïns de Barcelona (FAVB), que feia de cobertura legal a la plataforma antifranquista. Malgrat que la manifestació va ser prohibida per l'acabat de nomenar governador civil, Salvador Sánchez-Terán, els organitzadors els comunicaren la impossibilitat de desconvocar-la amb tan poc marge de temps.
En un principi estava previst que el lloc i l'hora d'inici de la manifestació fos al Saló Víctor Pradera (actualment anomenat passeig Lluís Companys) a les 11 del matí, que transcorregués per la ronda de Sant Pere i que finalment, es desconvoqués a plaça Catalunya. Tot i això, aquest recorregut no es pogué complir, ja que minuts abans de l'inici previst de la marxa hi hagué ja les primeres càrregues policials contra els manifestants que es dirigien al punt de concentració.
Els manifestants, entre 4 mil i 12 mil segons les fonts de l'època, es concentraren de nou, però aquest cop a l'encreuament entre General Mola (actualment anomenat Passeig de Sant Joan) i Travessera de Gràcia. El grup de manifestants avançà fins al carrer Rosselló on es toparen amb un fort desplegament policial. En aquest moment, els manifestants s'assegueren a terra com a mostra de pacifisme, però els grisos carregaren contra els manifestants fins a aconseguir la seva dispersió.

## 8 de febrer
La manifestació del 8 de febrer va ser convocada per la bona resposta ciutadana de la primera. La manifestació es va convocar al Parc de la Ciutadella, però aquest va ser clausurat i rodejat per un desplegament policial molt més nombrós que a la manifestació de l'u.
Els manifestants s'organitzaren en diferents columnes humanes que es dirigiren al centre de la ciutat. Algunes d'aquestes columnes començaren a la plaça Letamendi, la plaça Sagrada Família, el Mercat de Sant Antoni o la plaça Virrei Amat. Les càrregues policials es repetiren de nou pel centre de la ciutat (les més intenses als districtes de Gràcia, de l'Eixample i de Ciutat Vella).

## Conseqüències
Els dies posteriors a les marxes foren dies de forta agitació social per aconseguir l'alliberament dels detinguts durant les marxes de primers de febrer. Diversos ajuntaments i entitats es posicionaren en favor de l'amnistia. La premsa estrangera també es feu ressò de les protestes.
Mesos més tard es congregaren unes cent mil persones per commemorar la Diada Nacional de Catalunya de 1976 a Sant Boi del Llobregat. Aquestes dues marxes van ser les predecessores de la multitudinària manifestació per l'Estatut de 1977 on es congregaren un milió de persones i que també duria com a lema "Llibertat, Amnistia, Estatut d'Autonomia".